# Nierozłączka czarnoskrzydła
Nierozłączka czarnoskrzydła (Agapornis taranta) – gatunek małego ptaka z rodziny papug wschodnich (Psittaculidae), podrodziny dam (Loriinae). Występuje na wyżynach Etiopii i Erytrei. Niezagrożony wyginięciem.

## Taksonomia
Po raz pierwszy gatunek opisał Edward Smith-Stanley, 13. hrabia Derby w 1814. Nadał mu nazwę Psittacus taranta. IOC umieszcza ptaka w rodzaju Agapornis. Podgatunek Agapornis taranta nana, proponowany ze względu na krótsze skrzydła i mniejszy dziób, mający zasiedlać południowo-zachodnią Etiopię, nie przyjął się. Ptaki żyjące na wyższych wysokościach cechują większe rozmiary, ale jest to tłumaczone przystosowaniem do życia w niższych temperaturach. Gatunek monotypowy. 

## Morfologia
Całkowita długość ciała wynosi 141–151 mm, z czego na dziób przypada 16,6–18,5 mm, zaś na ogon 41–53 mm. Skok mierzy 14,5 mm długości, natomiast skrzydło 95–110 mm. Masa ciała w przedziale 49–66 g.
Występuje dymorfizm płciowy. Ogółem czoło i naga skóra wokół oka przybierają barwę czerwoną. Pozostała część głowy i górna część grzbietu zielone z brązowym nalotem. Grzbiet, barkówki i pokrywy skrzydłowe zielone, z wyjątkiem czarnych zewnętrznych pokryw lotek I rzędu. Kuper i pokrywy nadogonowe występują w jaśniejszym odcieniu zieleni niż grzbiet. Środkowe sterówki zielone z szerokim czarnym zwieńczeniem; pozostałe zielone z żółtymi chorągiewkami zewnętrznymi. Lotki czarnobrązowe, posiadają wąską zieloną krawędź chorągiewek zewnętrznych. Lotki II rzędu czarne, podobnie jak pokrywy podskrzydłowe. Pióra na gardle i brodzie zielone, gdzieniegdzie ze śladami brązowego; pozostała część spodu ciała jasnozielono ubarwiona. Tęczówka brązowa, nogi szare, dziób koralowoczerwony. Samicę odróżnia brak czerwieni na głowie i zielone pokrywy podskrzydłowe. Osobniki młodociane podobne do samic, jednak mają szarożółty dziób.

## Zasięg występowania
Zasięg nierozłączki czarnoskrzydłej ograniczony jest do wyżynnych części Etiopii i Erytrei. Na południe zasięg sięga do Harer i Addis Abeby oraz góry Bale.
W wyższych partiach górskich – 1800 do 3800 m n.p.m. – przedstawiciele A. taranta występują głównie w lasach zdominowanych przez zastrzaliny (Podocarpus), Juniperus procera, dziurawce (Hypericum) oraz Hagenia abyssinica. Na niższych wysokościach (poniżej 1400 m n.p.m.) papugi tego gatunku zamieszkują sawannę oraz zadrzewienia z obecnymi akacjami, Combretum i wilczomleczami (Euphorbium). Na niższe wysokości ptak schodzi, by żerować na figach.

## Zachowanie
Nierozłączki czarnoskrzydłe przebywają w grupach liczących 10 do 20 osobników, także mniej. Na owocującym figowcu może zebrać się stado liczące 50–80 osobników. Dzięki upierzeniu kolorystycznie zlewają się z liśćmi. Lot prosty, gwałtowny. Poza sezonem lęgowym ptaki przebywają w grupach u szczytów koron wyższych drzew. Śpią zbiorowo w dziuplach, którą może być np. opuszczona dziupla dzięcioła czy wąsala, lub w otworach w pniu martwego drzewa. Niedługo po świcie ptaki wyruszają na żerowiska, by powrócić około godzinę przed zmierzchem. Niekiedy przedstawiciele A. taranta dołączają się do afrykanek żółtogłowych (Poicephalus flavifrons). Są to jedyne nierozłączki potrafiące używać łapy do trzymania pokarmu.

## Lęgi
Zniesienia stwierdzano w kwietniu, możliwe, że ptaki niosą się także w marcu i od maja do listopada. W zachodniej Etiopii znaleziono gniazdo z młodymi późnym październikiem. Gniazdo znajduje się w dziupli, niekiedy w szczelinie budynku, istnieją doniesienia o użyciu gotowej konstrukcji wikłacza. Spód gniazda nierozłączka wyścieła drobnymi fragmentami gałęzi, trawami lub liśćmi, które samica przenosi w piórach. Jest to jedyna nierozłączka, która może jako wyściółkę wykorzystać własne pióra. Ogółem zachowania lęgowe podobne do nierozłączek siwogłowych (Agapornis canus). Typowe zniesienie składa się z 5 jaj, ogółem z 3 do 8. Inkubacja trwa 25 dni, młode są w pełni opierzone po 7 tygodniach. Samce uzyskują dorosłe upierzenie w wieku 4 miesięcy. Ptaki młode stanowią 10–20% populacji.

## Status i zagrożenia
Przez IUCN nierozłączka czarnoskrzydła klasyfikowana jest jako gatunek najmniejszej troski (LC, Least Concern) nieprzerwanie od 1988. Całkowita liczebność populacji nieoszacowana; według BirdLife International ma ona trend wzrostowy, gdyż niszczenie środowiska tworzy nowe dogodne miejsca do życia. Gatunek jest brany pod uwagę przy tworzeniu ostoi ptaków IBA (służy za „trigger species”); występuje w 20 takich ostojach, są to m.in. Park Narodowy Bale oraz Park Narodowy Semien (in. Simien).